# Jonstorps landskommun
Jonstorps landskommun var en tidigare kommun i dåvarande Malmöhus län.

## Administrativ historik
När 1862 års kommunalförordningar började gälla inrättades över hela landet cirka 2 400 landskommuner, de flesta bestående av en socken. Därutöver fanns 89 städer och 8 köpingar, som då blev egna kommuner.
Denna kommun bildades då i Jonstorps socken i Luggude härad i Skåne. 
Vid kommunreformen 1952 bildade den storkommun genom sammanläggning med den tidigare kommunen Farhult.
Området ingår sedan 1971 i Höganäs kommun.
Kommunkoden 1952-1970 var 1203.

### Kyrklig tillhörighet
I kyrkligt hänseende tillhörde kommunen Jonstorps församling. Den 1 januari 1952 tillkom Farhults församling.

## Geografi
Jonstorps landskommun omfattade den 1 januari 1952 en areal av 48,95 km², varav 48,59 km² land.

### Tätorter i kommunen 1960
| Tätort   | Folkmängd |
| -------- | --------- |
| Jonstorp | 401       |
| Mjöhult  | 296       |

Tätortsgraden i kommunen var den 1 november 1960 30,3 procent.

## Politik

### Mandatfördelning i valen 1938-1966
| 6 | 14 |

| 19 |

| 7 | 13 |

| 20 |

| 7 | 4 | 9 |

| 20 |

| 30 |

| 27 |

| 10 | 11 | 9 |

| 26 |

| 7 | 10 | 4 | 9 |

| 26 |

| 9 | 9 | 5 | 7 |

| 28 |

| 8 | 10 | 4 | 8 |

| 27 |